# باتالا
بَتاله شهری پر قدمت است که توسط رای رام دیو در ایالت پنجاب هند به سال ۸۷۷ ه‍.ق پایه‌ریزی شد. این شهر که از مناطق بزرگ و پراهمیت پنجاب است، در کشاورزی شناخته شده‌است و در سرشماری سال ۱۳۷۰، نزدیک به ۸۹ هزار جمعیت داشته‌است.

## موقعیت
این شهر در منطقهٔ باری دو آب علیا در ناحیه کرداس پور در شمال ایالت پنجاب واقع شده‌است. این شهر در ۳۱ و ۴۹ عرض شمالی و ۷۵ و ۱۴ طول شرقی در شمال غربی هند واقع است. در نزدیکی این شهر، شهر امریتسار قرار دارد.

## نام
نام این شهر بتاله گزارش شده‌است؛ اما برخی منابع آن را وتاله نیز یاد کرده‌اند. بتاله به زبان پنجابی به معنای تغییر و تبدیل به‌کار برده می‌شود. در وجه تسمیه آن آورده‌اند که وقتی پادشاه هندی در ساعتی غیر سعد (نحس) این شهر را در جایی نامناسب بنا نهاد؛ مجبور به جابه‌جایی آن شد و به این جهت نام شهر را بتاله گویند. برخی منابع از نام پسر پادشاه مؤسس یاد کرده‌اند که بتاله نام داشته‌است. این کلمه از واژهٔ «بَتَّه، وَتَّه، پَتَّه» به معنای در شراکت یا در عوض اتخاذ شده‌است.

## تاریخ
این شهر به تاریخ ۸۷۷ ه‍.ق و به دست شاهزاده هندی به نام رای رام دیو بنا نهاده شده‌است. دلیل این تأسیس شهر جدید، طغیان رودخانه‌ها و تخریب خانه‌های شهر باری دوآب بوده‌است. این پادشاه در بیعت عارفی لاهوری به نام صوفی شیخ محمد قادری مسلمان شد. پس از آن این شهر در سلطنت مسلمانان بود تا آنکه اولین حاکم سیک به نام جسه سینگ رام گرهیا بر آن حاکم شد.

## ویژگی‌ها
این شهر مرکز خرید و فروش محصولات کشاورزی ناحیه است. از جمله محصولات مربوط به کشاورزی در این منطقه، دستگاه‌های تصفیه شکر، نخ‌ریسی و نساجی است. این شهر توسط جاده و راه‌آهن با امریتسار و دیگر شهرهای مرتبط است.

### جمعیت
بر اساس سرشماری سال ۱۳۷۰ هجری شمسی، جمعیت این شهر ۸۸٫۸۹۶ نفر است و با در نظر گرفتن جمعیت اطراف و اکناف، ۱۰۶٫۰۶۳ نفر جمعیت دارد. بر اساس آنچه بریتانیکا می‌نویسد، اکثریت ساکنان این شهر در گذشته، از مسلمانان بوده‌اند. اما پس از تجزیه کشور، ترکیب جمعیتی این شهر تغییر کرده و جمعیت سیک‌ها و هندوها افزایش یافت. دانشنامه جهان اسلام تعداد جمعیت این شهر را ۱۰۰ هزار نفر گزارش شده‌است.